# Tatsuma Yoshida
Tatsuma Yoshida (født 9. juni 1974) er en tidligere japansk fodboldspiller og træner.
Han har spillet for flere forskellige klubber i sin karriere, herunder Kashiwa Reysol og Kyoto Purple Sanga.
Han har tidligere trænet Kashiwa Reysol, Albirex Niigata og Ventforet Kofu.